# Mutual
Mutual – wieś w Stanach Zjednoczonych, w stanie Ohio, w hrabstwie Champaign.